# Вилнюско метро
Вилнюско метро (на литовски: Vilniaus metropolitenas; на беларуски: Вільнюсскі метрапалтітэн; на руски: Вильнюсский метрополитен) ще се нарича метрото в град Вилнюс.
То ще бъде първото и единствено от този вид, което е предвидено да се построи в Литва. Според сайта на вилнюския Метрополитен, строителството е възможно да започне към 2015-2020 г.
Предвижда се да бъдат изградени 3 линии, които ще съединят най-населените райони на града. По предварителни изчисления строителството му ще струва около 3 милиарда лита.